# Населення Польщі
Чисельність населення країни 2020 року становила 37 846 611 осіб -2021 37 760 315  осіб - 2022 37 770 500 осіб(38-те місце у світі). За кількістю населення Польща посідає 5-те місце серед країн Європейського Союзу. Чисельність поляків стабільно зменшується, народжуваність 2015 року становила 9,74 ‰ (200-те місце у світі), смертність — 10,19 ‰ (35-те місце у світі), природний приріст — +0,03 % (206-те місце у світі) . 

## Природний рух

### Відтворення
Народжуваність у Польщі, станом на 2015 рік, дорівнює 9,74 ‰ (200-те місце у світі). Коефіцієнт потенційної народжуваності 2015 року становив 1,33 дитини на одну жінку (216-те місце у світі). Середній вік матері при народженні першої дитини становив 26,9 року (оцінка на 2011 рік).
Смертність у Польщі 2015 року становила 10,19 ‰ (39-те місце у світі).
Природний приріст населення в країні 2015 року був негативним і становив -0,09 % (депопуляція) (206-те місце у світі).

### Вікова структура

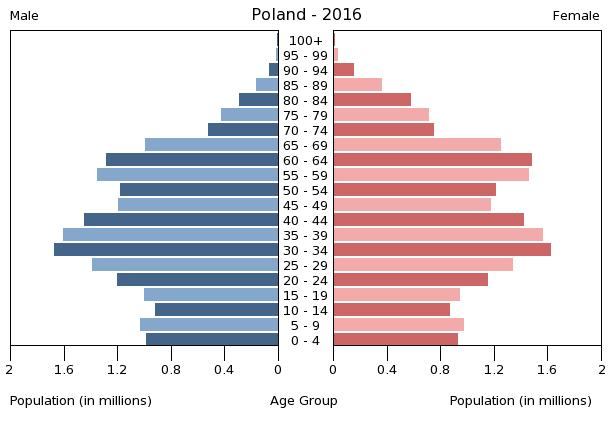
Віково-статева піраміда населення Польщі, 2016 рік

Середній вік населення Польщі становить 40,3 року (46-те місце у світі): для чоловіків — 38,6, для жінок — 42 роки. Очікувана середня тривалість життя 2015 року становила 77,4 року (71-ше місце у світі), для чоловіків — 73,53 року, для жінок — 81,5 року.
Вікова структура населення Польщі, станом на 2015 рік, мала такий вигляд:
- діти віком до 14 років — 14,7 % (2 915 674 чоловіка, 2 753 218 жінок);
- молодь віком 15—24 роки — 11,52 % (2 279 404 чоловіка, 2 163 621 жінка);
- дорослі віком 25—54 роки — 43,56 % (8 471 593 чоловіка, 8 326 656 жінок);
- особи передпохилого віку (55—64 роки) — 14,54 % (2 645 228 чоловіків, 2 962 305 жінок);
- особи похилого віку (65 років і старіші) — 15,67 % (2 362 421 чоловік, 3 682 069 жінок)[1].

### Шлюбність— розлучуваність
Коефіцієнт шлюбності, тобто кількість шлюбів на 1 тис. осіб за календарний рік, дорівнює 6,0; коефіцієнт розлучуваності — 1,6; індекс розлучуваності, тобто відношення шлюбів до розлучень за календарний рік — 27 (дані за 2010 рік). Середній вік, коли чоловіки беруть перший шлюб дорівнює 29,1 року, жінки — 26,7 року, загалом — 27,9 року (дані за 2014 рік).

## Розселення
Густота населення країни 2015 року становила 126,1 особи/км² (91-ше місце у світі). Населення країни розподілене досить рівномірно в сільських регіонах, міське населення концентрується в агломераціях Кракова і Сілезії на півдні, Варшави і Лодзя в центрі, Гданська на півночі.

### Урбанізація

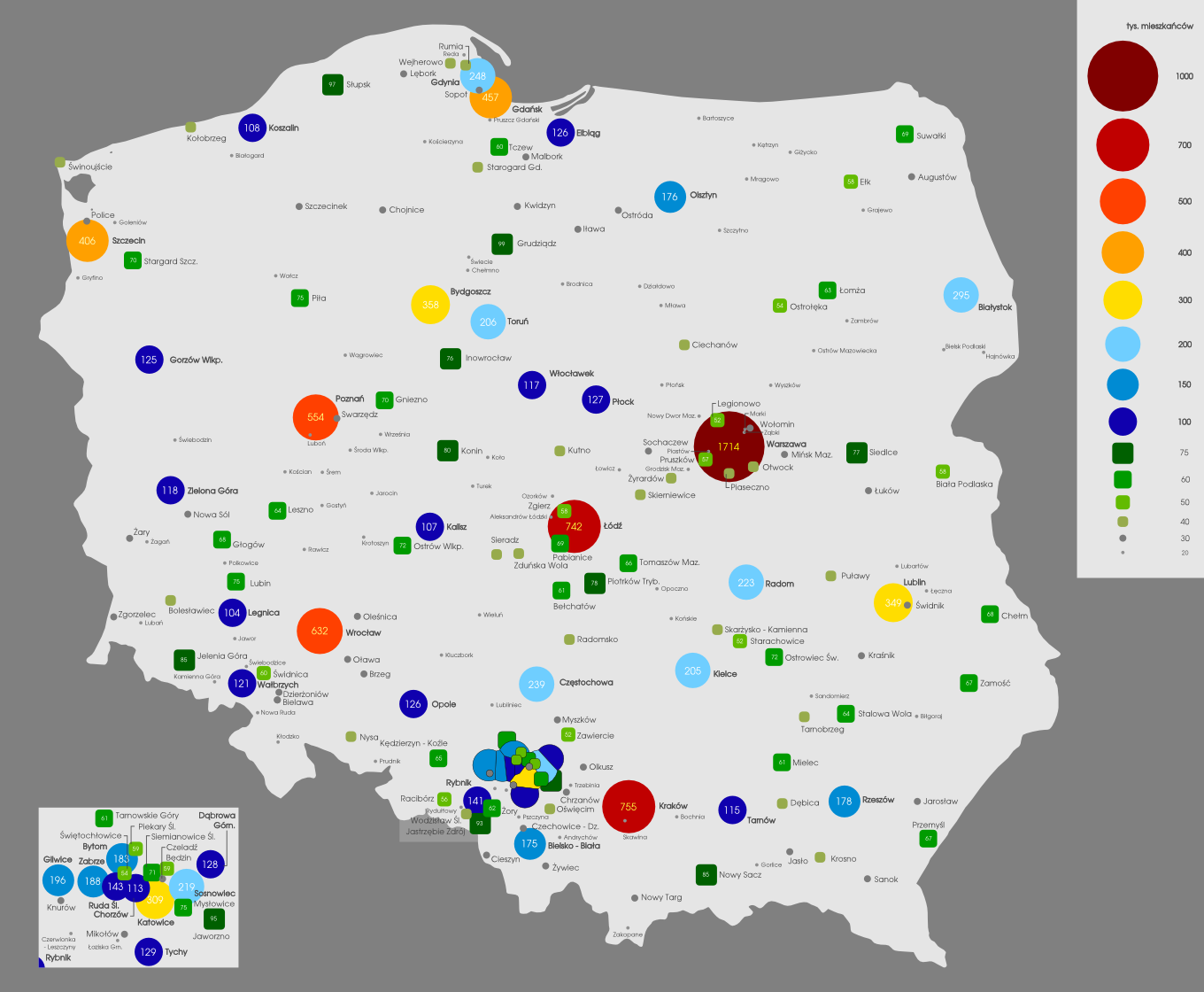
Польські міста

Польща високоурбанізована країна. Рівень урбанізованості становить 60,5 % населення країни (станом на 2015 рік), темпи зменшення частки міського населення — 0,1 % (оцінка тренду за 2010—2015 роки). З року в рік кількість міського населення меншає і, відповідно, збільшується сільське. Згідно з даними, які подає Центральний статистичний офіс Польщі, найбільша кількість людей 2008 року переселилась до сіл в 9 воєводствах. На території країни розміщено 9 міських агломерацій, кожна з яких має близько 2 млн осіб. Вплив столиці на життя країни дещо нижчий, ніж в інших країнах регіону, що пояснюється наявністю кількох розвинутих промислових центрів.
Головні міста держави: Варшава (столиця) — 1,722 млн осіб, Краків — 760,0 тис. осіб (дані за 2015 рік).

### Міграції
Річний рівень еміграції 2015 року становив 0,46 ‰ (134-те місце у світі). Цей показник не враховує різниці між законними і незаконними мігрантами, між біженцями, трудовими мігрантами та іншими.

#### Біженці й вимушені переселенці
Станом на 2015 рік, в країні постійно перебуває 12,3 тис. біженців з Росії, 71,3 тис. українців очікують на легалізацію свого перебування.
У країні мешкає 10,85 тис. осіб без громадянства.
Польща є членом Міжнародної організації з міграції (IOM).

## Расово-етнічний склад
| Етнічний склад (2016 рік) | Етнічний склад (2016 рік) | Етнічний склад (2016 рік) | Етнічний склад (2016 рік) | Етнічний склад (2016 рік) |
| ------------------------- | ------------------------- | ------------------------- | ------------------------- | ------------------------- |
| Етнос:                    |                           |                           | Відсоток:                 |                           |
| поляки                    | поляки                    |                           | 96.9%                     | 96.9%                     |
| сілезці                   | сілезці                   |                           | 1.1%                      | 1.1%                      |
| німці                     | німці                     |                           | 0.2%                      | 0.2%                      |
| українці                  | українці                  |                           | 0.1%                      | 0.1%                      |
| інші                      | інші                      |                           | 1.7%                      | 1.7%                      |

Головні етноси країни: поляки — 96,9 %, сілезці — 1,1 %, німці — 0,2 %, українці — 0,1 %, інші — 1,7 % (оціночні дані за 2011 рік). Згідно з переписом 2002 року, 96,74 % опитаних ідентифікували себе як поляки, 2,03 % осіб не змогли відповісти на запитання стосовно свого походження. Примітно, що тільки 1,23 % осіб свою національність не вважають польською.

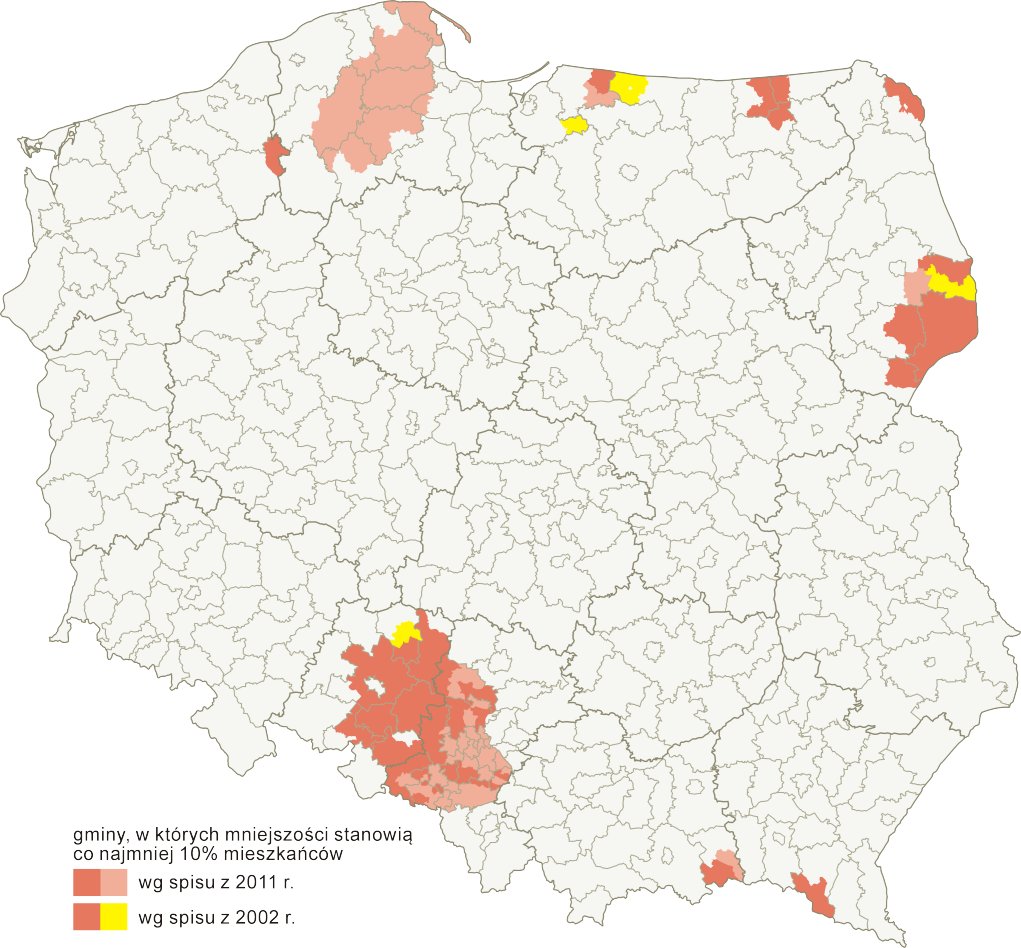
Територія проживання нацменшин у Польщі

Національний склад воєводств Польщі за переписом 2002 року
| Воєводство           | Населення загалом | Поляки     | %    | Сілезці | %   | Німці   | %    | Білоруси | %   | Українці | %   | Цигани | %    | Литовці | %    | Кашуби | %    | Інші   | %   | Не вказали | %   |
| -------------------- | ----------------- | ---------- | ---- | ------- | --- | ------- | ---- | -------- | --- | -------- | --- | ------ | ---- | ------- | ---- | ------ | ---- | ------ | --- | ---------- | --- |
| Нижньосілезьке       | 2 907 212         | 2 849 627  | 98,0 | 99      |     | 2 158   | 0,1  | 150      |     | 1 859    | 0,1 | 1 331  |      | 62      |      | 9      |      | 3 457  | 0,1 | 45 366     | 1,6 |
| Куявсько-Поморське   | 2 069 321         | 2 043 240  | 98,7 | 13      |     | 717     |      | 83       |     | 191      |     | 635    |      | 24      |      | 29     |      | 1 019  | 0,1 | 23 343     | 1,1 |
| Лодзинське           | 2 612 890         | 2 562 281  | 98,1 | 22      |     | 325     |      | 100      |     | 290      |     | 1 029  |      | 32      |      | 4      |      | 2 148  | 0,1 | 46 612     | 1,8 |
| Люблінське           | 2 199 054         | 2 171 415  | 98,7 | 9       |     | 112     |      | 207      |     | 694      |     | 677    |      | 12      |      | 4      |      | 1 177  | 0,1 | 24 729     | 1,1 |
| Любуське             | 1 008 954         | 985 914    | 97,7 | 20      |     | 651     | 0,1  | 68       |     | 769      | 0,1 | 277    |      | 24      |      | 1      |      | 771    | 0,1 | 19 663     | 1,9 |
| Малопольське         | 3 232 408         | 3 191 026  | 98,7 | 74      |     | 261     |      | 62       |     | 754      |     | 1 678  | 0,1  | 25      |      | 4      |      | 3 881  | 0,1 | 33 050     | 1,0 |
| Мазовецьке           | 5 124 018         | 4 947 397  | 96,6 | 66      |     | 574     |      | 761      |     | 1 281    |     | 1 310  |      | 132     |      | 31     |      | 9 126  | 0,1 | 163 228    | 3,2 |
| Опольське            | 1 065 043         | 869 258    | 81,6 | 24 199  | 2,3 | 106 855 | 10,0 | 20       |     | 275      |     | 861    | 0,1  | 8       |      | 3      |      | 1 108  | 0,1 | 62 443     | 5,9 |
| Підкарпатське        | 2 103 837         | 2 079 208  | 98,8 | 12      |     | 116     |      | 27       |     | 3 271    | 0,2 | 717    |      | 3       |      | 1      |      | 1 273  | 0,1 | 19 055     | 0,9 |
| Підляське            | 1 208 606         | 1 135 347  | 93,9 | 4       |     | 85      |      | 46 420   | 3,8 | 1 441    | 0,1 | 369    |      | 5 156   | 0,4  | 3      |      | 1 702  | 0,1 | 18 060     | 1,5 |
| Поморське            | 2 179 900         | 2 123 753  | 97,4 | 45      |     | 2 319   | 0,1  | 166      |     | 2 987    | 0,1 | 196    |      | 83      |      | 4 897  | 0,2  | 1 794  | 0,1 | 43 606     | 2,0 |
| Сілезьке             | 4 742 874         | 4 362 979  | 92,0 | 148 544 | 3,1 | 31 882  | 0,7  | 136      |     | 660      |     | 1 209  |      | 56      |      | 46     |      | 3 774  | 0,1 | 193 552    | 4,1 |
| Свентокшиське        | 1 297 477         | 1 278 011  | 98,5 | 3       |     | 70      |      | 13       |     | 141      |     | 339    |      | 5       |      | 0      |      | 562    |     | 18 328     | 1,4 |
| Вармінсько-Мазурське | 1 428 357         | 1 387 297  | 97,1 | 5       |     | 4 535   | 0,3  | 274      |     | 12 009   | 0,8 | 435    |      | 102     |      | 8      |      | 863    | 0,1 | 22 815     | 1,6 |
| Великопольське       | 3 351 915         | 3 328 189  | 99,3 | 21      |     | 1 013   |      | 91       |     | 392      |     | 1 090  |      | 40      |      | 11     |      | 1 613  |     | 19 392     | 0,6 |
| Західнопоморське     | 1 698 214         | 1 668 778  | 98,3 | 17      |     | 1 224   | 0,1  | 159      |     | 3 943    | 0,2 | 702    |      | 82      |      | 11     |      | 1 584  | 0,1 | 21 643     | 1,3 |
| Польща               | 38 230 080        | 36 983 720 | 96,7 | 173 153 | 0,5 | 152 897 | 0,4  | 48 737   | 0,1 | 30 957   | 0,1 | 12 855 | 0,03 | 5 846   | 0,02 | 5 062  | 0,01 | 35 852 | 0,1 | 774 885    | 2,0 |

### Кашуби
Кашуби живуть переважно на півночі Польщі, в Поморському воєводстві.
Щодо Кашубів нема єдиної думки, чи є вони окремим Західно-слов'янським народом, чи лише етнографічною групою поляків. Згідно з даними перепису населення Польщі 2002 року, лише 5100 осіб назвали себе Кашубами. Однак, кашубську мову, визнали за рідну 51 000 осіб.

### Українська діаспора
Найбільше число польських українців (39 % їх загального числа) проживає у Вармінсько-мазурському воєводстві. Після 2014 до Польщі стали активно їздили на заробітки українські громадяни. Тому в деяких містах українці стали становити значну частину населення. Так у Вроцлаві українці складали станом на 2019 рік 10%. Це один з найвищих показників у Польщі.

### Білоруси
Згідно з даними перепису населення Польщі 2002 року, у ній проживало близько 50 тисяч білорусів, головно у Підляському воєводстві. Білоруси офіційно переважають у чотирьох ґмінах Підляського воєводства.

### Чехи
За даними перепису 2002 року в Польщі мешкало 386 чехів. Більшість з них живуть у районі міста Зелюв (Лодзьке воєводство, 81 особа), південно-західній частині Клодзького повіту (Нижньосілезьке воєводство, 47 осіб) та польської частини Тешинської Сілезії (61 чоловік). Також чехи живуть в Варшаві.
До Другої світової війни у Польщі мешкала велика кількість чехів, особливо в районі Зелюва і Волинському воєводстві (1,5 % населення воєводства). Після війни чехи були вигнані з Волині радянською владою, і вони іммігрували в Чехословаччину.

## Мови
| Мови Польщі (2012 рік) | Мови Польщі (2012 рік) | Мови Польщі (2012 рік) | Мови Польщі (2012 рік) | Мови Польщі (2012 рік) |
| ---------------------- | ---------------------- | ---------------------- | ---------------------- | ---------------------- |
| Мова:                  |                        |                        | Відсоток:              |                        |
| польська               | польська               |                        | 98.2%                  | 98.2%                  |
| сілезька               | сілезька               |                        | 1.4%                   | 1.4%                   |
| інші                   | інші                   |                        | 0.4%                   | 0.4%                   |

Офіційна мова: польська — розмовляє 98,2 % населення. Інші регіонально поширені мови: сілезька — 1,4 %, кашубська, чеська, їдиш, іврит, білоруська, литовська, німецька, вірменська, російська, татарська, словацька й українська, що окрім українців, слугують також мовою спілкування караїмів, лемків і ромів (дані на 2011 рік). Польща, як член Ради Європи, 12 травня 2003 року підписала і ратифікувала 12 лютого 2009 року Європейську хартію регіональних мов (вступила в дію 1 червня 2009 року). Регіональними мовами визнані: білоруська, чеська, іврит, їдиш, караїмська, кашубська, литовська, лемківська, німецька, вірменська, циганська, російська, словацька, татарська, українська.

## Релігії
| Релігії в Польщі (2015 рік) | Релігії в Польщі (2015 рік) | Релігії в Польщі (2015 рік) | Релігії в Польщі (2015 рік) | Релігії в Польщі (2015 рік) |
| --------------------------- | --------------------------- | --------------------------- | --------------------------- | --------------------------- |
| Віросповідання:             |                             |                             | Відсоток:                   |                             |
| католики                    | католики                    |                             | 87.2%                       | 87.2%                       |
| православні                 | православні                 |                             | 1.3%                        | 1.3%                        |
| інші                        | інші                        |                             | 0.8%                        | 0.8%                        |
| агностики                   | агностики                   |                             | 10.8%                       | 10.8%                       |

Головні релігії й вірування, які сповідує, і конфесії та церковні організації, до яких відносить себе населення країни: католицтво — 87,2 % (римо-католицтво — 86,9 %, греко-католицтво і григоріанство — 0,3 %), православ'я — 1,3 % (Польська православна автокефальна церква), п'ятидесятництво — 0,4 %, інші — 0,4 % (Свідки Єгови, буддизм, кришнаїзм, вайшнавізм, іслам, юдаїзм, мормони), не визначились — 10,8 % (станом на 2012 рік).

## Освіта
Рівень письменності 2015 року становив 99,8 % дорослого населення (віком від 15 років): 99,9 % — серед чоловіків, 99,7 % — серед жінок.
Державні витрати на освіту становлять 4,8 % ВВП країни, станом на 2012 рік (65-те місце у світі). Середня тривалість освіти становить 16 років, для хлопців — до 16 років, для дівчат — до 17 років (станом на 2013 рік).

## Охорона здоров'я
Забезпеченість лікарями в країні на рівні 2,22 лікаря на 1000 мешканців (станом на 2012 рік). Забезпеченість лікарняними ліжками в стаціонарах — 6,5 ліжка на 1000 мешканців (станом на 2011 рік). Загальні витрати на охорону здоров'я 2014 року становили 6,4 % ВВП країни (89-те місце у світі).
Смертність немовлят до 1 року, станом на 2015 рік, становила 4,5 ‰ (182-ге місце у світі); хлопчиків — 4,89 ‰, дівчаток — 4,09 ‰. Рівень материнської смертності 2015 року становив 3 випадків на 100 тис. народжень (175-те місце у світі).
Польща входить до складу ряду міжнародних організацій: Міжнародного руху (ICRM) і Міжнародної федерації товариств Червоного Хреста і Червоного Півмісяця (IFRCS), Дитячого фонду ООН (UNISEF), Всесвітньої організації охорони здоров'я (WHO).

### Захворювання
Потенційний рівень зараження інфекційними хворобами в країні середній. Найпоширеніші інфекційні захворювання: кліщовий енцефаліт (станом на 2016 рік).
Кількість хворих на СНІД невідома, це 0,07 % населення в репродуктивному віці 15-49 років (115-те місце у світі). Дані про кількість смертей від цієї хвороби за 2014 рік відсутні.
Частка дорослого населення з високим індексом маси тіла 2014 року становила 27 % (56-те місце у світі).

### Санітарія
Доступ до облаштованих джерел питної води 2015 року мало 99,3 % населення в містах і 96,9 % в сільській місцевості; загалом 98,3 % населення країни. Відсоток забезпеченості населення доступом до облаштованого водовідведення (каналізація, септик): в містах — 97,5 %, в сільській місцевості — 96,7 %, загалом по країні — 97,2 % (станом на 2015 рік). Споживання прісної води, станом на 2009 рік, дорівнює 11,96 км³ на рік, або 312,3 тонни на одного мешканця на рік: з яких 31 % припадає на побутові, 60 % — на промислові, 10 % — на сільськогосподарські потреби.

## Соціально-економічне положення
Співвідношення осіб, що в економічному плані залежать від інших, до осіб працездатного віку (15—64 роки) загалом становить 43,8 % (станом на 2015 рік): частка дітей — 21,5 %; частка осіб похилого віку — 22,3 %, або 4,5 потенційно працездатного на 1 пенсіонера. Загалом дані показники характеризують рівень затребуваності державної допомоги в секторах освіти, охорони здоров'я і пенсійного забезпечення, відповідно. За межею бідності 2012 року перебувало 17,3 % населення країни. Розподіл доходів домогосподарств в країні має такий вигляд: нижній дециль — 3,3 %, верхній дециль — 25,6 % (станом на 2012 рік).
Станом на 2016 рік, уся країна була електрифікована, усе населення країни мало доступ до електромереж. Рівень проникнення інтернет-технологій високий. Станом на липень 2015 року в країні налічувалось 26,221 млн унікальних інтернет-користувачів (22-ге місце у світі), що становило 68 % загальної кількості населення країни.

### Трудові ресурси
Загальні трудові ресурси 2015 року становили 18,29 млн осіб (33-тє місце у світі). Зайнятість економічно активного населення у господарстві країни розподіляється таким чином: аграрне, лісове і рибне господарства — 12,6 %; промисловість і будівництво — 30,4 %; сфера послуг — 57 % (2012). Безробіття 2015 року дорівнювало 10,6 % працездатного населення, 2014 року — 12,3 % (122-ге місце у світі); серед молоді у віці 15-24 років ця частка становила 23,9 %, серед юнаків — 22,7 %, серед дівчат — 25,5 % (34-те місце у світі).

## Кримінал

### Наркотики

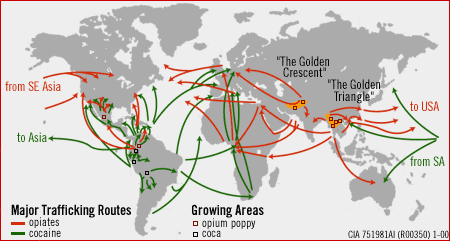
Світові маршрути наркотрафіку

Незважаючи на заходи уряду по боротьбі з обігом наркотиків і міжнародному обміну інформацією щодо транскордонної злочинності, країна залишається значним виробником синтетичних наркотиків на міжнародному ринку; невеликий перевалочний пункт для південно-східноазійського героїну і південноамериканського кокаїну до Західної Європи.

### Торгівля людьми
Згідно зі щорічною доповіддю про торгівлю людьми (англ. Trafficking in Persons Report) Управління з моніторингу та боротьби з торгівлею людьми Державного департаменту США, уряд Польщі докладає усіх можливих зусиль в боротьбі з явищем примусової праці, сексуальної експлуатації, незаконною торгівлею внутрішніми органами, законодавство відповідає усім вимогам американського закону 2000 року щодо захисту жертв (англ. Trafficking Victims Protection Act’s), держава знаходиться у списку першого рівня.

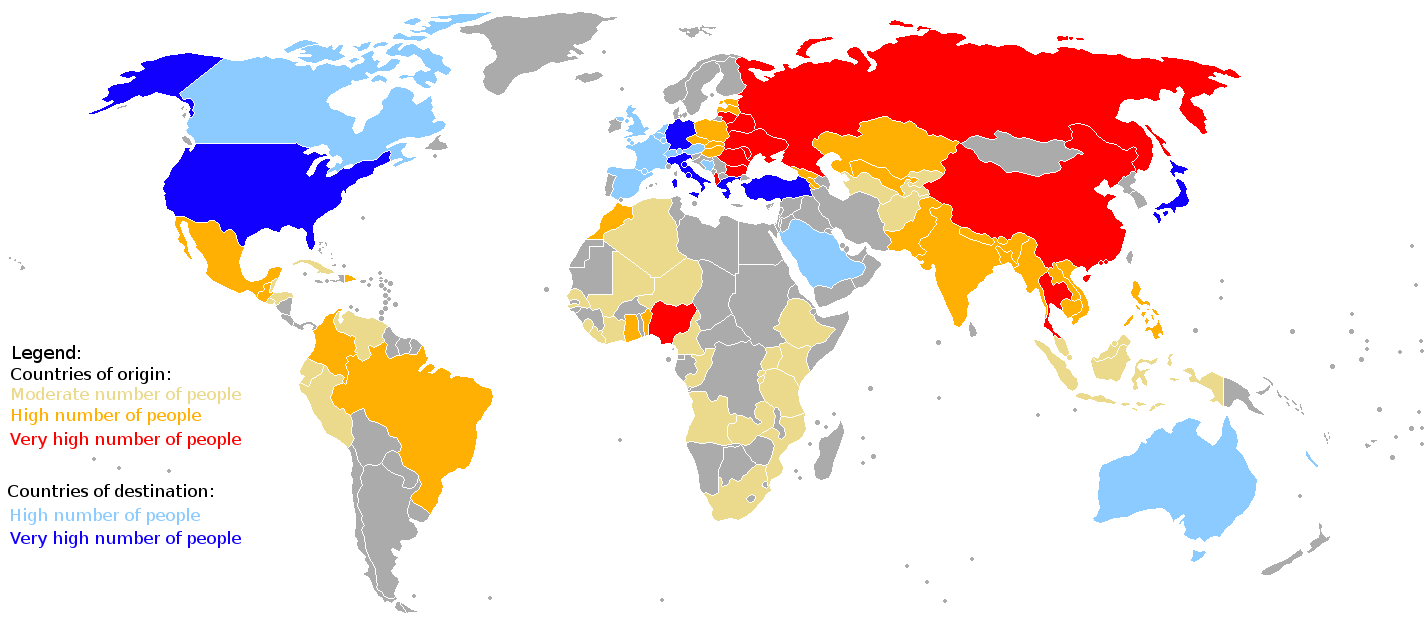
Країни-донори (червоний) і країни-реципієнти кримінальних потоків  (англ.)
Глобальна боротьба з торгівлею людьми (англ.)

## Статевий склад
Статеве співвідношення (оцінка 2015 року):
- при народженні — 1,06 особи чоловічої статі на 1 особу жіночої;
- у віці до 14 років — 1,06 особи чоловічої статі на 1 особу жіночої;
- у віці 15—24 років — 1,05 особи чоловічої статі на 1 особу жіночої;
- у віці 25—54 років — 1,02 особи чоловічої статі на 1 особу жіночої;
- у віці 55—64 років — 0,89 особи чоловічої статі на 1 особу жіночої;
- у віці за 64 роки — 0,64 особи чоловічої статі на 1 особу жіночої;
- загалом — 0,94 особи чоловічої статі на 1 особу жіночої[1].

## Імміграція
| Громадянство    | Населення (2019) |
| --------------- | ---------------- |
| Україна         | 212,730          |
| Білорусь        | 24,808           |
| Німеччина       | 21,324           |
| Росія           | 12,455           |
| В'єтнам         | 12,175           |
| Індія           | 10,065           |
| КНР             | 8,656            |
| Італія          | 8,489            |
| Велика Британія | 6,240            |
| Іспанія         | 5,866            |
| Франція         | 5,757            |
| Болгарія        | 5,448            |
| Грузія          | 5,074            |
| Туреччина       | 4,792            |
| Румунія         | 4,281            |
| Вірменія        | 3,444            |
| Нідерланди      | 2,601            |
| Швеція          | 2,554            |
| США             | 2,445            |
| Литва           | 2,437            |

## Демографічні дослідження
Демографічні дослідження в країні ведуться рядом державних і наукових установ:
- Центральний статистичний офіс (пол. Główny Urząd Statystyczny, GUS).

### Переписи
2002 року відбувся Національний перепис населення.

### Українською
- Атлас. 10-11 клас. Економічна і соціальна географія світу / упорядники :  О. Я. Скуратович, Н. І. Чанцева. — К. : ДНВП «Картографія», 2010. — ISBN 978-966-475-639-3.
- Атлас світу / голов. ред. І. С. Руденко ; зав. ред. В. В. Радченко ; відп. ред. О. В. Вакуленко. — К. : ДНВП «Картографія», 2005. — 336 с. — ISBN 9666315467.
- Безуглий В. В. Економічна і соціальна географія зарубіжних країн : Навчальний посібник. — К. : ВЦ «Академія», 2007. — 704 с. — ISBN 978-966-580-239-6.
- Безуглий В. В., Козинець С. В. Регіональна економічна і соціальна географія світу : Навчальний посібник. — видання 2-ге, доп., перероб. — К. : ВЦ «Академія», 2007. — 688 с. — ISBN 966-580-144-9.
- Гудзеляк І. І. Географія населення: Навчальний посібник / І. Гудзеляк. — Л. : Видавничий центр ЛНУ імені Івана Франка, 2008. — 232 с. — ISBN 978-966-613-599-8.
- Дахно І. І. Країни світу: Енциклопедичний довідник / І. І. Дахно, С. М. Тимофієв. — К. : Мапа, 2011. — 606 с. — (Бібліотека нового українця) — ISBN 978-966-8804-23-6.
- Дахно І. І. Економічна географія зарубіжних країн : навчальний посібник. — К. : Центр учбової літератури, 2014. — 319 с. — ISBN 978-611-01-0682-5.
- Джаман В. О. Регіональні системи розселення: демографічні аспекти. — Чернівці : Рута, 2003. — 392 с. — ISBN 9665685988.
- Дорошенко Л. С. Демографія: Навчальний посібник. — К. : МАУП, 2005. — 112 с. — ISBN 966-608-442-2.
- Дубович І. А. Країнознавчий словник-довідник. — 5-те вид., перероб. і доп. — К. : Знання, 2008. — 839 с. — ISBN 978-966-346-330-8.
- Економічна і соціальна географія країн світу. Навчальний посібник / За ред. Кузика С. П. — Л. : Світ, 2002. — 672 с. — ISBN 966-603-178-7.
- Загальна медична географія світу / В. О. Шевченко [та ін.] — К. : [б.в.], 1998. — 178 с.
- Крисаченко В. С. Динаміка населення: Популяційні, етнічні та глобальні виміри. — К. : Видавництво Національного інституту стратегічних досліджень, 2005. — 368 с. — ISBN 966-554-083-1.
- Любіцева О. О., Мезенцев К. В., Павлов С. В. Географія релігій. — К. : АртЕК, 1999. — 504 с. — ISBN 966-505-006-0.
- Масляк П. О. Країнознавство. — К. : Знання, 2007. — 292 с. — (Вища освіта XXI століття)
- Масляк П. О., Дахно І. І. Економічна і соціальна географія світу / П. О. Масляк, І. І. Дахно ; за ред. П. О. Масляка. — К. : Вежа, 2003. — 280 с. — ISBN 966-7091-53-8.

### Російською
- (рос.) Польша // Демографический энциклопедический словарь / главн. ред. Валентей Д. И. — М. : Советская энциклопедия, 1985. — 608 с.
- (рос.) Польша // Страны и народы. Зарубежная Европа. Восточная Европа / Редкол. : В. П. Максаковский (отв. ред.), Ю. В. Иванова и др. — М. : «Мысль», 1980. — 349 с. — (Страны и народы) — 180 тис. прим.
- (рос.) Атлас народов мира / Отв. ред. С. И. Брук и В. С. Апенченко. — М. : ГУГК ГГК СССР и Институт этнографии им. Н. Н. Миклухо-Маклая АН СССР, 1964. — 185 с. — 20 тис. прим.
- (рос.) Численность и расселение народов мира. Этнографические очерки / под ред. С. И. Брука. — М. : Издательство АН СССР, 1962. — 487 с.
- (рос.) Лаппо Г. М. География городов: Учебное пособие для географических факультетов вузов. — М. : Туманит, изд. центр ВЛАДОС, 1997. — 476 с. — ISBN 5-691-00047-0.
- (рос.) Урланис Б. Ц. Рост населения в Европе (опыт исчисления). — М. : ОГИЗ-Госполитиздат, 1941. — 436 с.
- (рос.) Ягельский А. География населения. — М. : Прогресс, 1980. — 383 с.